# Tasman Council
Tasman Council is een Local Government Area (LGA) in Australië in de staat Tasmanië. Tasman Council telt 2.301 inwoners. De hoofdplaats is Nubeena.